# Fair & Square
Fair & Square är ett musikalbum av John Prine som utgavs i april 2005 på skivbolaget Oh Boy Records. Det var Prines femtonde studioalbum. Albumet kom att tilldelas en Grammy i kategorin "Best Contemporary Folk Album".

## Låtlista
(låtar utan angiven upphovsman av John Prine)
1. "Glory of True Love" (Prine, Roger Cook) – 4:12
2. "Crazy as a Loon" (Prine, Pat McLaughlin) – 5:03
3. "Long Monday" (Prine, Keith Sykes) – 3:22
4. "Taking a Walk" (Prine, McLaughlin) – 6:09
5. "Some Humans Ain't Human" – 7:03
6. "My Darlin' Hometown" (Prine, Roger Cook) – 3:14
7. "Morning Train" (Prine, McLaughlin) – 4:02
8. "The Moon Is Down" – 3:47
9. "Clay Pigeons" (Blaze Foley) – 4:27
10. "She Is My Everything" – 4:25
11. "I Hate It When That Happens to Me" (Prine, Donnie Fritts) – 2:49
12. "Bear Creek Blues" (A. P. Carter) – 4:45
13. "Other Side of Town" (liveinspelning) – 4:53
14. "Safety Joe" – 3:58

## Listplaceringar
- Billboard 200, USA: #55[2]